# Носач авиона Принц од Астурије (R-11)
Носач авиона Принц од Астурије (R-11) (шп. Príncipe de Asturias (R-11)) је шпански носач авиона који је испоручен шпанској морнарици 30. маја 1988.
Изградња брода започела је у мају 1977, а кобилица је постављена 8. октобра 1979. Брод је испловио 22. маја 1982, чему је претходила церемонија коју је водио краљ Хуан Карлос I од Шпаније.
Брод се налази у саставу Алфа групе, коју још чини шест фрегата класе Санта Моника, као и други бродови по потреби. Принц од Астурије је заједно са Алфа групом учествовао у операцијама у Јадранском мору током сукоба на територији бивше СФРЈ.
Брод може примити максимално 29 авиона, и то до 12 на палуби и до 17 у хангару, који је површине 2.398 m². До 2010. био је једини носач авиона у шпанској морнарици. Нови шпански брод Хуан Карлос I, који је поринут 30. септембра 2010, између осталог ће се користити и као носач авиона.